# Departure Rocks
Departure Rocks är en kulle i Antarktis. Den ligger i Östantarktis. Australien gör anspråk på området. Toppen på Departure Rocks är 18 meter över havet.
Terrängen runt Departure Rocks är kuperad åt sydost, men norrut är den platt. Havet är nära Departure Rocks åt nordväst. Trakten är glest befolkad. Närmaste befolkade plats är Mawson Station, 2,6 kilometer öster om Departure Rocks. 